# Traben-Trarbach
Traben-Trarbach è una città di 5.898 abitanti della Renania-Palatinato, in Germania.
Appartiene al circondario (Landkreis) di Bernkastel-Wittlich (targa WIL) ed è parte della comunità amministrativa (Verbandsgemeinde) di Traben-Trarbach.